# CAME Dosson Calcio a 5 2016-2017
La voce raccoglie i dati riguardanti la CAME Dosson Calcio a 5, squadra di calcio a 5 militante in serie A, nelle competizioni ufficiali del 2016-2017.

## Trasferimenti

### Sessione estiva
| Marco Boaventura | Sibirjak |
| Gabriel Miraglia | Botafogo |
| Murilo Schiochet | Pescara  |
| Xandó            | Botafogo |

| Marco Bonora      | Atletico Nervesa |
| Carlos Quinellato | Carrè Chiuppano  |
| Michel Sviercoski | Bubi Merano      |

### Sessione invernale
| Alemão             | Santiago   |
| Arlan Pablo Vieira | Real Rieti |

| André Siviero   | Bisceglie  |
| Amin El Hamoudi | Vicinalis  |
| Xandó           | svincolato |

## Organico

### Prima squadra
| N° | Naz.                 | Ruolo | Sportivo           | Anno     |  |  |
| -- | -------------------- | ----- | ------------------ | -------- |  |  |
| 1  | Italia (bandiera)    | POR   | Marco Vascello     | 21.02.93 |  |  |
| 2  | Argentina (bandiera) | DIF   | Pablo Belsito      | 29.03.86 |  |  |
| 4  | Italia (bandiera)    | UNI   | Michele Bordignon  | 11.03.90 |  |  |
| 7  | Brasile (bandiera)   | LAT   | André Siviero      | 15.10.87 |  |  |
| 10 | /                    | PIV   | Erick Bellomo      | 03.03.78 |  |  |
| 11 | Italia (bandiera)    | LAT   | Riccardo Crescenzo | 30.10.88 |  |  |
| 12 | /                    | PIV   | Arlan Pablo Vieira | 03.07.90 |  |  |
| 14 | Brasile (bandiera)   | DIF   | Xandó              | 25.05.83 |  |  |
| 14 | /                    | PIV   | Alemão             | 25.06.76 |  |  |
| 15 | /                    | LAT   | Amin El Hamoudi    | 26.02.94 |  |  |
| 19 | Brasile (bandiera)   | LAT   | Vavá               | 12.03.91 |  |  |
| 21 | Brasile (bandiera)   | LAT   | Murilo Schiochet   | 09.01.93 |  |  |
| 22 | /                    | POR   | Gabriel Miraglia   | 02.07.87 |  |  |
| 29 | /                    | UNI   | Marco Boaventura   | 03.05.91 |  |  |

### Under-21
| N° | Naz.              | Ruolo | Sportivo         | Anno     |  |  |
| -- | ----------------- | ----- | ---------------- | -------- |  |  |
| 6  | Italia (bandiera) | LAT   | Edoardo Cucchini | 26.09.95 |  |  |
| 23 | Italia (bandiera) | LAT   | Alvise Rosso     | 20.02.96 |  |  |